# ماكنزي ديرن
ماكنزي ديرن (مواليد 24 مارس 1993) هي لاعبة فنون قتال مختلطة أمريكية تشارك في وزن القشة في بطولة القتال النهائي.

## وصلات خارجية
- ماكنزي ديرن على موقع يو إف سي (الإنجليزية)
- ماكنزي ديرن على موقع شيردوغ (الإنجليزية)
- ماكنزي ديرن على موقع Tapology.com (الإنجليزية)